# Moryń (gromada)
Moryń (do 30 XII 1959 Bielin) – dawna gromada, czyli najmniejsza jednostka podziału terytorialnego Polskiej Rzeczypospolitej Ludowej w latach 1954–1972.
Gromady, z gromadzkimi radami narodowymi (GRN) jako organami władzy najniższego stopnia na wsi, funkcjonowały od reformy reorganizującej administrację wiejską przeprowadzonej jesienią 1954 do momentu ich zniesienia z dniem 1 stycznia 1973, tym samym wypierając organizację gminną w latach 1954–1972.
Gromadę Moryń z siedzibą GRN w mieście Moryniu (nie wchodzącym w jej skład) utworzono 31 grudnia 1959 w powiecie chojeńskim w woj. szczecińskim w związku z przeniesieniem siedziby GRN gromady Bielin z Bielina do Morynia i zmianą nazwy jednostki na gromada Moryń.
Pod koniec 1960 w skład gromady Moryń wchodziły następujące miejscowości: Bielin, Dolsko, Gądno, Krępacz, Łabędzin, Ładkowo, Macierz, Mierno, Mirowo, Młynary, Niewierz, Niwka, Nowe Objezierze, Otusz, Przyjezierze Skotnica, Słupiec, Stare Objezierze, Stołpek, Sulice, Wisław, Witnica i Witniczka.
Gromada przetrwała do końca 1972 roku, czyli do kolejnej reformy gminnej. 1 stycznia 1973 w powiecie chojeńskim reaktywowano zniesioną w 1954 roku gminę Moryń (od 1999 gmina Moryń należy do powiatu gryfińskiego w woj. zachodniopomorskim).